# George S. Robertson
George Stuart Robertson (25. maj 1872 – 29. januar 1967) var en britisk sportsudøver som deltog i de olympiske lege 1896 i Athen.
Robertson kom på en tredjeplads dobleturneringen i tennis sammen med Teddy Flack fra Australien under OL 1896 i Athen. Den eneste kamp de spillede var, semifinalen som de tabte. der blev ikke spillet nogen kampe om tredjepladsen. I singleturneringen blev han slået ud i første runde af Konstantinos Paspatis fra Grækenland. 
Robertson deltog også i atletik, i disciplinen diskoskast hvor han kom på en fjerdeplads med et kast på 25,20 meter.